# Jelšovec
Jelšovec este o comună slovacă, aflată în districtul Lučenec din regiunea Banská Bystrica. Localitatea se află la altitudinea de 178 m deasupra n.m., se întinde pe o suprafață de 8,13 km2 și în 2017 număra 330 de locuitori.

## Istoric
Localitatea Jelšovec este atestată documentar din 1573.

## Demografie
| An:                | 1994 | 2004    | 2014    | 2024   |
| ------------------ | ---- | ------- | ------- | ------ |
| Număr de persoane: | 188  | 274     | 314     | 303    |
| Diferență:         |      | +45,74% | +14,59% | −3,50% |

| An:                | 2023 | 2024   |
| ------------------ | ---- | ------ |
| Număr de persoane: | 315  | 303    |
| Diferență:         |      | −3,80% |